# Julia Pitera
Julia Teresa Pitera (Varsóvia; 26 de Maio de 1953 — ) é um político da Polónia. Ela foi eleito para a Sejm em 25 de Setembro de 2005 com 39815 votos em 19 no distrito de Warsaw, candidato pelas listas do partido Platforma Obywatelska.